# Graciano Azambuja
Graciano Alves de Azambuja (Camaquã, 9 de agosto de 1847 - Porto Alegre, 7 de julho de 1911) foi um educador, escritor, historiador e jornalista brasileiro.

## Biografia
Era filho de Inácia Vieira de Carvalho e do estancieiro Manuel Alves de Azambuja. Estudou no Colégio Gomes em Porto Alegre e em 1866 diplomou-se em Direito em São Paulo. Voltando a Porto Alegre, logo iniciou uma carreira de advogado, na qual veio a se destacar. Foi militante do Partido Liberal, adepto do positivismo, diretor geral da instrução pública do Rio Grande do Sul, diretor da Escola Normal de Porto Alegre e também dirigiu a Biblioteca Pública do Estado do Rio Grande do Sul.
Editou o Anuário da Província do Rio Grande do Sul, publicado em Porto Alegre por Gundlach & Cia. a partir de 1885, valiosa fonte para a historiografia do Rio Grande do Sul, onde escreveram diversos autores gaúchos, como João Simões Lopes Neto com inúmeras poesias populares, que formaram a principal fonte do Cancioneiro Guasca; o Professor Coruja, que contribuiu a partir de 1886 com textos como Senadores e Deputados da Província, As Ruas de Porto Alegre, Alcunhas de Porto Alegre, entre outros. O Anuário foi publicado até 1914.
Foi membro da Sociedade Partenon Literário e deixou vários outros trabalhos, entre eles Lições de filosofia elementar (1880), um dos primeiros compêndios de filosofia publicados no Brasil, Notícia das ruínas dos templos de São José, São Lourenço, São Miguel e São João das antigas missões dos jesuítas no Rio Grande do Sul (1892), Elementos para o estudo e a determinação do clima do Rio Grande do Sul (1885), Notícia biográfica do Coruja (1890) e O Barão do Rio Branco (1897).
É homenageado com seu nome na rua Graciano Azambuja, no bairro Partenon, em Porto Alegre.